# لیندا دی جرج

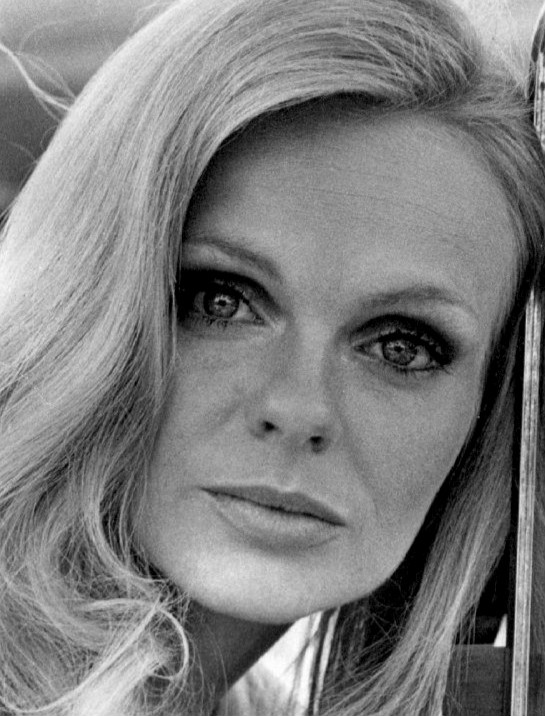

لیندا دی جرج (انگلیسی: Lynda Day George؛ زادهٔ ۱۱ دسامبر ۱۹۴۴) هنرپیشه اهل ایالات متحده آمریکا است. از فیلم‌هایی که وی در آن نقش داشته‌است می‌توان به مأموریت: غیرممکن، چیزام و تکه‌ها اشاره کرد.